# Sabbioneta
Sabbioneta – miejscowość i gmina we Włoszech, w regionie Lombardia, w prowincji Mantua. Założona została najprawdopodobniej w 1530 roku.
Według danych na rok 2004 gminę zamieszkiwało 4260 osób, 115,1 os./km².
Sabbioneta zaliczana jest do miast idealnych w myśli renesansowej. Całość zabudowy zamknięta jest na rysie bastionowym i posiadająca rozplanowany układ. Ważnym elementem są fortyfikacje ziemne i bramy. Brak jest przejść na przestrzał. W celu doświetlenia niższych kondygnacji, szerokość ulic odpowiada wysokości budynków.
W 2008 roku Sabbioneta wraz z pobliską Mantuą zostały wpisane na listę światowego dziedzictwa UNESCO